# 小林哥津
小林 哥津（こばやし かつ、1894年11月20日 - 1974年6月25日）は日本の小説家。

## 略歴

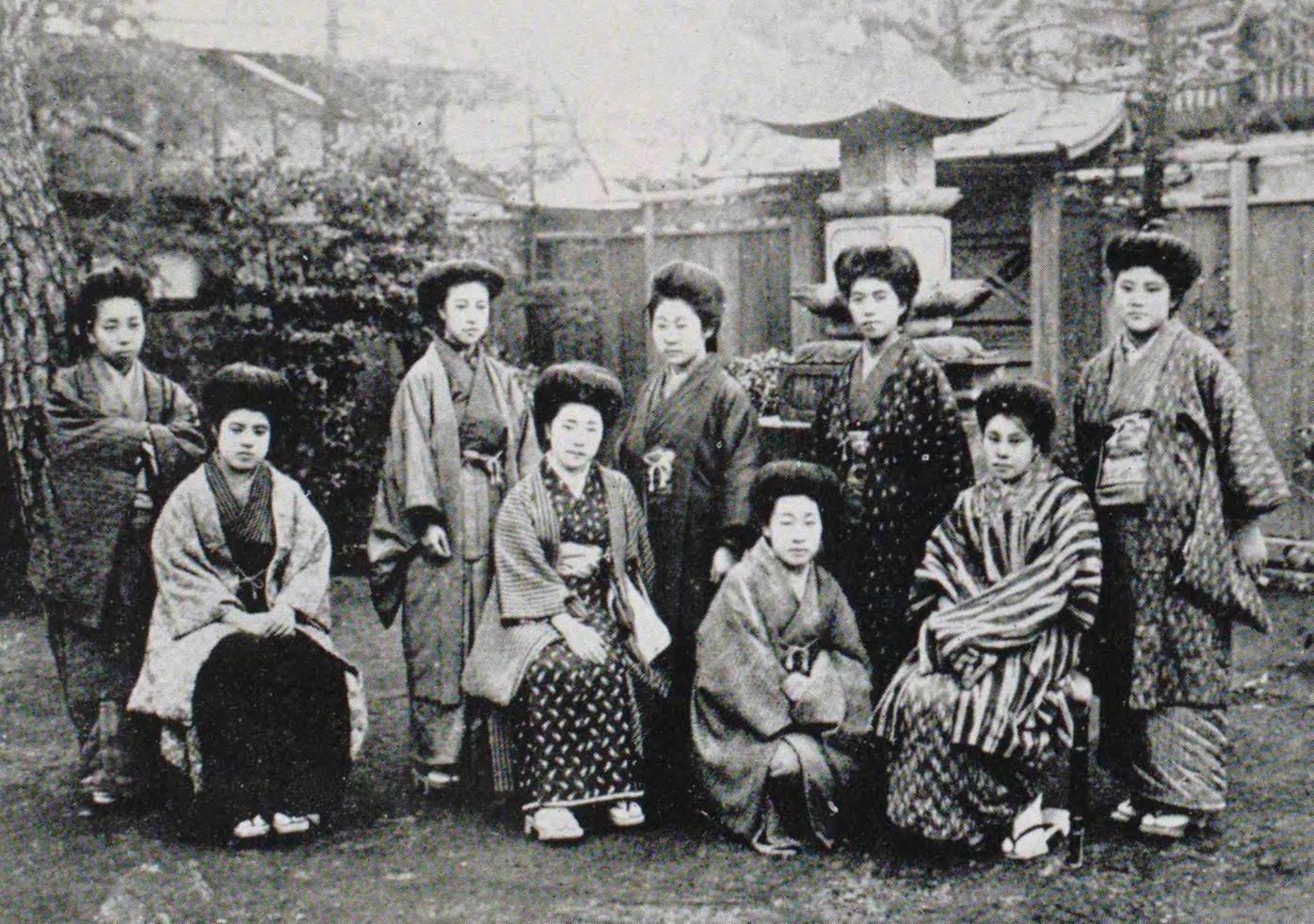
1912年、青鞜社にて撮影。前列左から田辺操、物集和子、一人おいて、小林哥津。後列左から木内錠子、平塚らいてう、中野初子、石井（和田）光子、小磯とし子。

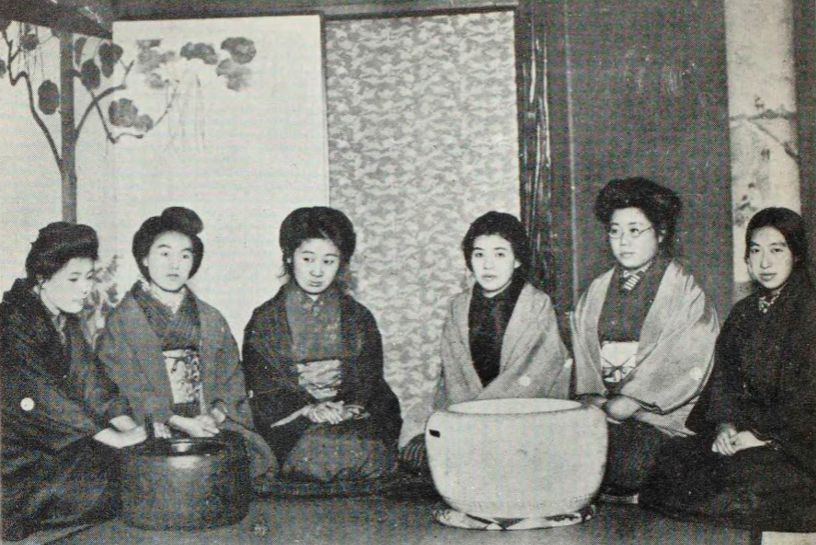
左から小林哥津、岩野清子、中野初子、荒木郁子、保持研子、平塚らいてう（1913年）

1894年に小林清親の五女として東京府東京市京橋区に生まれる。名は哥津子。母は田島芳子。仏英和高等女学校（現・白百合学園中学校・高等学校）に入学し、同校在学中の1911年に平塚らいてうの雑誌『青鞜』の同人となり、伊藤野枝、尾竹紅吉らと同誌の編集に携わった。同雑誌に戯曲『お夏のなげき』や小説『麻酔剤』などを執筆した。1914年に青鞜社を退職し、外国文学の翻訳や東京回想、父の清親の研究資料などについての著作を行った。著書に『瑞典のお伽噺不思議な旅』、『清親考』がある。1974年6月25日、79歳で死去。